# Matthias Schmidt (Historiker)
Matthias Schmidt (* 1952) ist ein deutscher Historiker, der in seiner Dissertation unter anderem Verschleierungen Albert Speers über dessen Rolle in der Zeit des Nationalsozialismus aufdeckte.
Schmidt promovierte am Friedrich-Meinecke-Institut für Geschichtsforschung der Freien Universität in West-Berlin bei Hans-Dietrich Loock. 1980 konnte er Einblick in Originaldokumente aus dem Umfeld des Generalbauinspektors für die Reichshauptstadt (G.B.I.) bei Rudolf Wolters nehmen.
Wolters war ein langjähriger Freund und Mitarbeiter des Hitlerarchitekten und späteren NS-Rüstungsministers Albert Speer, hatte seit 1941 an der Chronik der Speerdienststellen geschrieben und Speers Kassiber aus dem Gefängnis Spandau aufbewahrt. Die Chronik dokumentiert die Beteiligung Speers an den so genannten Judenentmietungen in Berlin. Speer selbst hatte Schmidt auf Wolters hingewiesen. Wolters, der sich nach dessen Haftentlassung 1966 mit Speer überworfen hatte, machte dem Doktoranden Schmidt eine unbereinigte Fassung der Chronik der Speerdienststellen zugänglich, welche Speer 1969 in der von Wolters 1964 „gereinigten“ Fassung an das Bundesarchiv in Koblenz geschickt hatte.
Schmidt bezog diese Quellen in seine Dissertation ein, die 1982, kurz nach Speers Tod, als Buch veröffentlicht wurde. Damit löste Schmidt eine bis heute andauernde Diskussion über Speers Rolle im Dritten Reich und das Bild, das Speer in seinen Memoiren von sich gezeichnet hatte, aus. Zu den Vorwürfen zählen eine systematische Vertreibungspolitik der Berliner Juden aus ihren Wohnungen und der Stadt im September 1938, noch vor der Reichspogromnacht, durch Albert Speer im Zuge der Germania-Planungen. Auch über Konzentrationslager wie Mittelbau-Dora muss ihm die volle Wahrheit bekannt gewesen sein.
In Heinrich Breloers Dokumentationsserie Speer und er (2005) wird in der Folge „Nachspiel – Die Täuschung“ die Arbeit der Historiker Matthias Schmidt, Susanne Willems, Eckart Dietzfelbinger und Jens-Christian Wagner nacherzählt. Schmidt betreibt heute eine Firma für Wirtschafts- und Anlageberatung.

## Schriften
- Albert Speer. Das Ende eines Mythos – Speers wahre Rolle im Dritten Reich. Scherz, München u. a. 1982, ISBN 3-50216668-4. (Zugleich Dissertationsschrift). (Weitere Ausgaben u. a. als Taschenbuch bei Goldmann unter dem Titel Das Ende eines Mythos. Aufdeckung einer Geschichtsverfälschung. München 1985 und unter ähnlichem Titel beim Verlag Netzeitung 2005)